# Gedächtniskirche Schönefeld

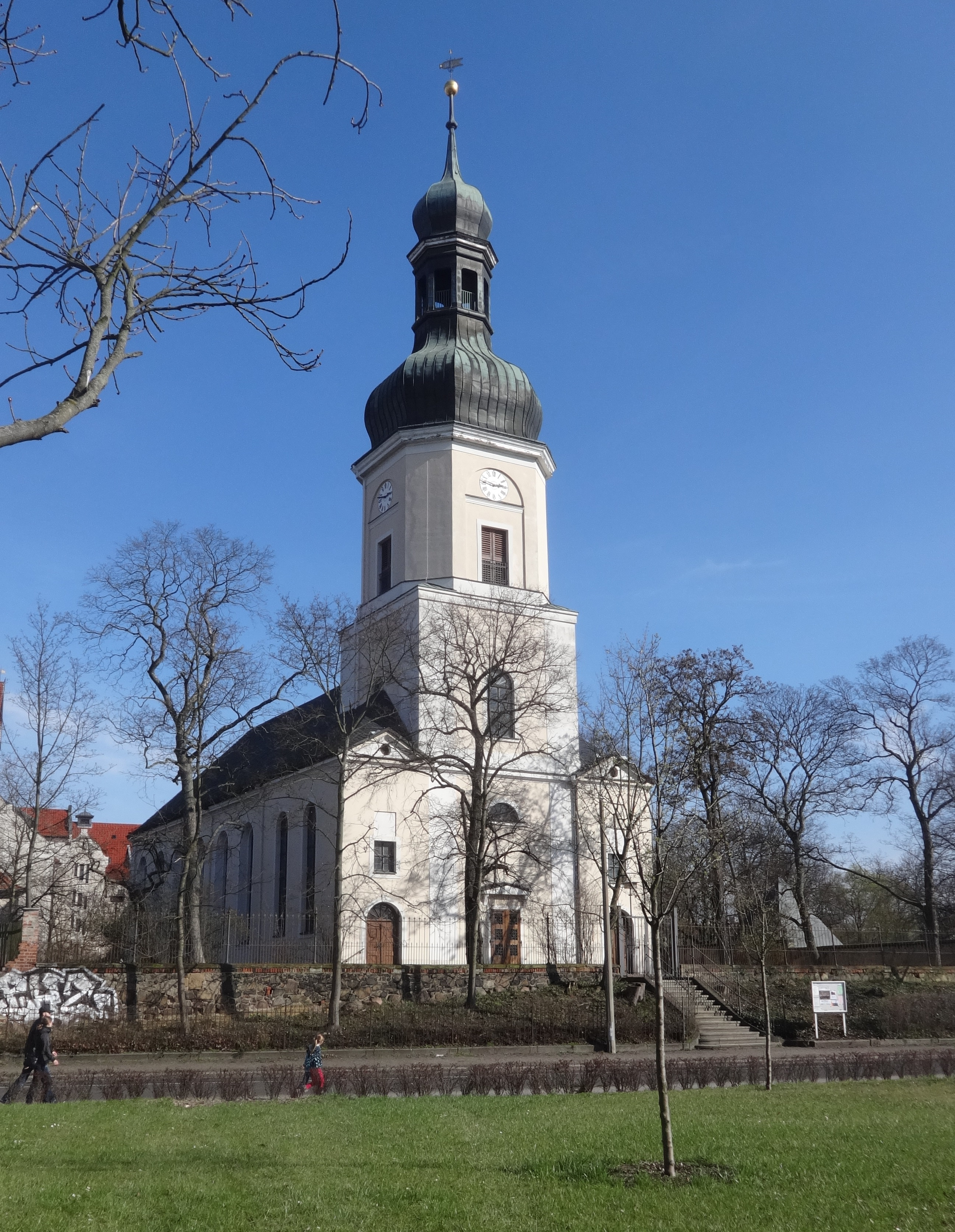
Die Gedächtniskirche (2017)

Die Gedächtniskirche Schönefeld ist der evangelisch-lutherische Sakralbau in Leipzigs Ortsteil Schönefeld. Die ehemalige Dorfkirche wurde 1816 bis 1820 als klassizistische Saalkirche neu errichtet.

## Geschichte
Die erste Kirche wurde in Schönefeld wohl Anfang des 14. Jahrhunderts gebaut. 1526 brannte sie ab und war bis 1527 wieder aufgebaut. Im Jahr 1753 folgten größere Baumaßnahmen mit einer Sanierung und Erweiterung des Gotteshauses, die 1776 abgeschlossen waren. Am 18. Oktober 1813 wurde die Schönfelder Kirche während der Völkerschlacht durch einen Brand zerstört.
Nach Plänen des Leipziger Zimmermeisters Walter Friedrich wurde zusammen mit dem Schönefelder Maurermeister Carl Friedrich Kind ab 1816 der Kirchenneubau begonnen. Ab 1817 arbeiteten der Leipziger Maurermeister Wagner und Adam Gottlob Lindner aus Seegeritz mit. Am 16. April 1820 war die Einweihung der Kirche, wobei die Arbeiten am Turm Ende des Jahres abgeschlossen und neue Glocken erst am 25. August 1839 geweiht wurden. Die Ausstattung der Kirche, unter anderem ein nicht mehr vorhandener Marmoraltar, silberne Leuchter und Abendmahlgeräte stifteten 27 Leipziger, meist Kaufleute. 1870 stiftete Clara Hedwig von Eberstein der Kirche einen in Jerusalem gefertigten Tauftisch (Olivenholz mit silbernem Becken) aus Anlass des 50. Jahrestages des Wiederaufbaus der Kirche.
Im Jahr 1880 hatte das Kirchspiel Schönefeld fast 40.000 Mitglieder. Nachdem eine Vielzahl der eingepfarrten Dörfer eigene Kirchen errichtet hatten, betrug im Jahre 1900 die Zahl der Gemeindemitglieder noch rund 11.500.
Die Kirchengemeinde gehörte zu den reichsten in Sachsen und konnte deshalb Umbauten am Kircheninnenraum 1869, 1895 und 1915/1916 durchführen. 1869 wurde neben dem Einbau einer Dampfheizung und Gasbeleuchtung die Kanzel aus der Mitte nach der Südseite versetzt und stattdessen ein fünf Meter hohes Kreuz angeordnet. Einen Zyklus von vier Bildern (Moses und Abraham, David mit den vier Propheten, die vier Evangelisten und Christus als König) malte Gustav Jäger. Um den Altarraum wurden zusätzlich Kernsprüche angebracht.

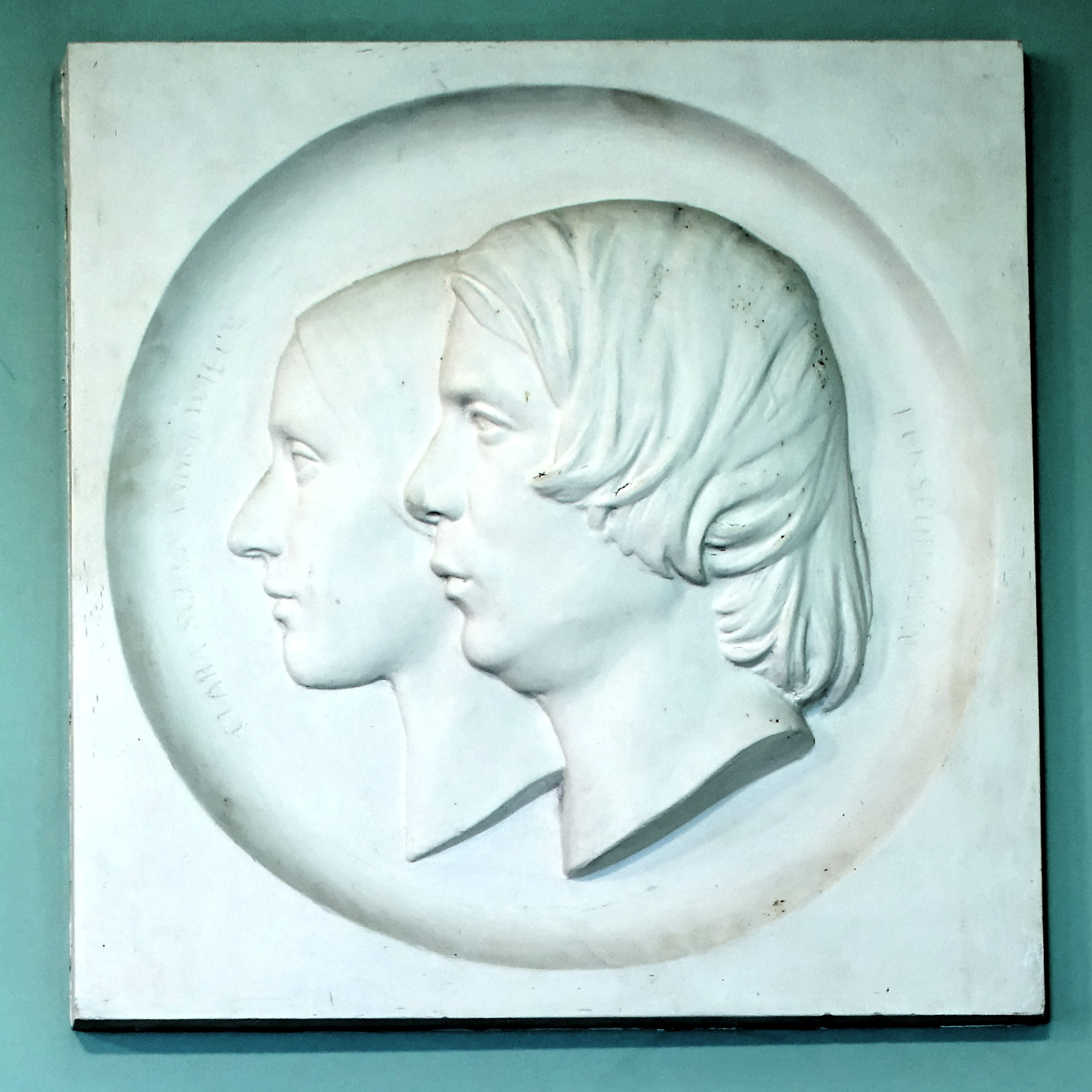
Relief zur Erinnerung an die Trauung von Clara und Robert Schumann (1840)

Die Erneuerung 1895 umfasste unter anderem die Ausstattung der Sakristei mit einem Altartisch; die Wand gegenüber dem Aufstieg zur Kanzel erhielt drei Porträtbilder von Pfarrern der Gemeinde. Unter der Leitung des Architekten Fritz Drechsler folgte 1915/1916 ein größerer Umbau. Seitlich des Turmes wurden je ein Emporentreppenhaus angebaut und die Orgelempore vorgezogen. Die Eingangshalle erfuhr eine Umbaugestaltung zur Gedächtnisstätte für die Gefallenen des Deutsch-Französischen Krieges sowie des Ersten Weltkrieges. Zur Erinnerung an die Völkerschlacht wurde die Decke mit einem von Eichenlaub umrahmten Eisernen Kreuz ausgestattet. Am 19. März 1916 folgte die Wiedereinweihung des Gotteshauses unter dem Namen „Gedächtniskirche“.
Den Zweiten Weltkrieg überstand die Kirche ohne nennenswerte Schäden. Dach und Fenster wurden durch nahe Bombeneinschläge zwar nur gering beschädigt, allerdings litten die Orgel und das runde Deckengemälde von Gustav Jäger unter eindringendem Wasser, da die Schäden nicht rechtzeitig repariert werden konnten. Bei der Erneuerung folgte 1970/1971 die Wiederherstellung des Innenraums in Anlehnung an die Gestalt von 1820. Dabei wurden die Deckengemälde von Jäger entfernt. Zwischen 1988 und 1993 wurde die Fassade saniert, wobei die Turmhaube statt Schiefer mit einem Kupferblech eingedeckt wurde.
Am 12. September 1840 heirateten Robert Schumann und Clara Wieck in der Schönefelder Kirche.

## Gegenwart
2017 investierte die Kirchgemeinde in die Reinigung und Generalstimmung der Eule-Orgel. Dann sollten in Kirche und Umfeld Sanierungsmaßnahmen folgen: eine Rampe entlang des Turmes zum Haupteingang für Rollstuhlfahrer und Personen mit Handicap schaffen; Wände, Säulen und Emporen im Innenraum nach dem Farbkonzept von 1820 gestalten; den zentralen Vorraum wieder wie ursprünglich klassizistisch prägen; Beleuchtung und Heizung den heutigen Erfordernissen und Möglichkeiten energetisch anpassen.
Diese Vorhaben wurden 2020–2021 verwirklicht. Die Gesamtkosten wurden auf rund 755.000 Euro veranschlagt. Davon kamen rund 487.000 Euro aus dem Bund-Länder-Programm Stadt–Umbau, der Stadt-Anteil lag bei mehr als 70.000 Euro, und die Kirchgemeinde war mit rund 195.000 Euro beteiligt.
Am Reformationstag 2021 wurde die Kirche wieder eingeweiht: Wie im Jahr 1826 wurde Hellgrün für den Innenanstrich verwendet. Im Boden ist eine Fußbodenheizung eingebaut, auch sind die vorderen Bänke verschiebbar. Die Säulenfüße sind freier geworden, und es soll ein Kirchenschaufenster eingebaut werden, damit Touristen sehen können, wie damals Robert Schumann und Clara Wieck geheiratet haben.

## Architektur
Die im Inneren geräumige klassizistische Saalkirche hat umlaufend eine zweigeschossige Empore, die um den Altarplatz zu verglasten „Kapellen“ mit dazwischen angeordneten ionischen Pilastern ausgebaut sind. In Kirchenmitte, hinter dem Altar, befindet sich die Kanzel, gegenüberliegend die Orgelempore. Der 50 Meter hohe Kirchturm besitzt eine Haube in barocken Formen.

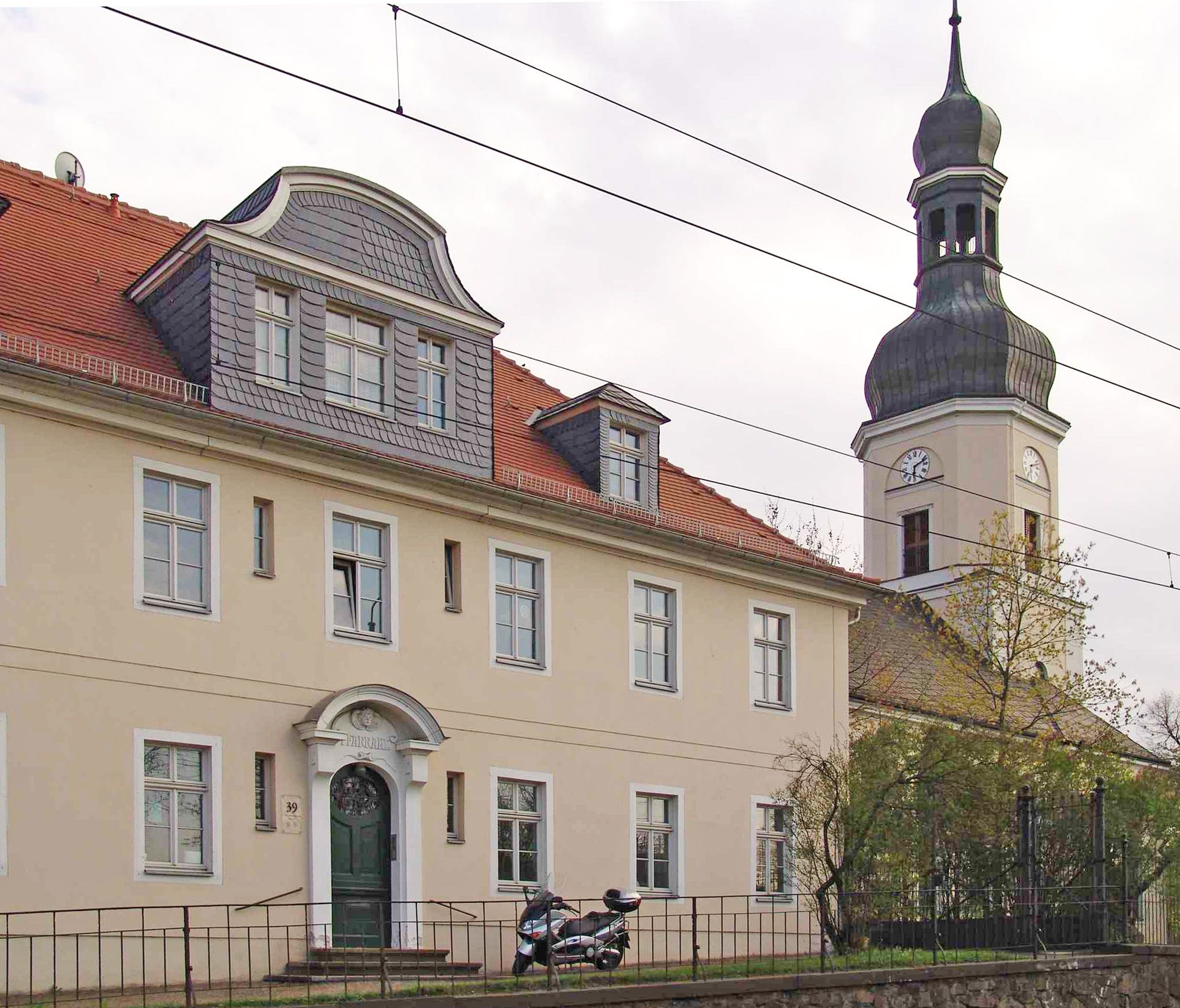
Pfarrhaus und Kirche
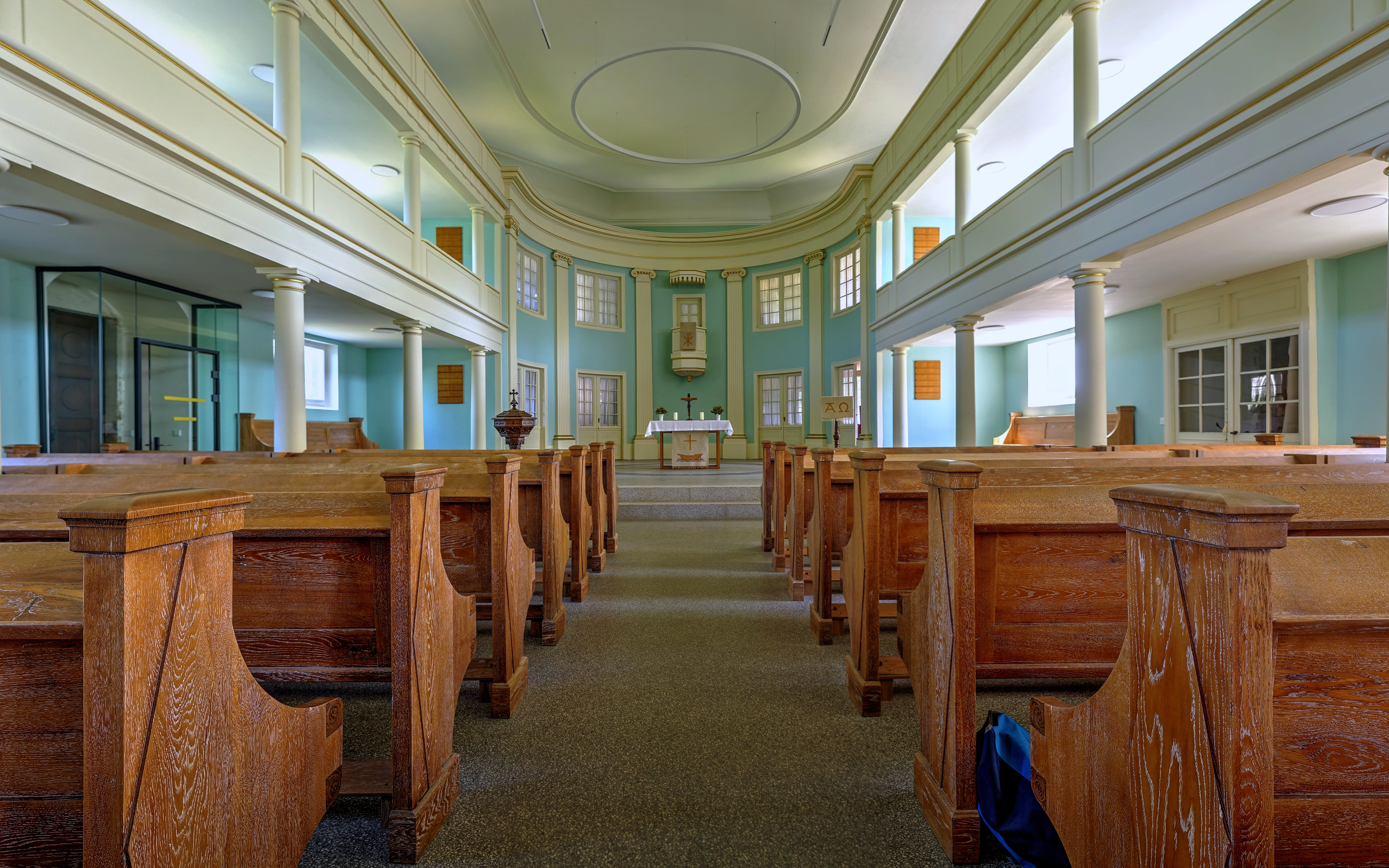
Innenansicht zum Altar
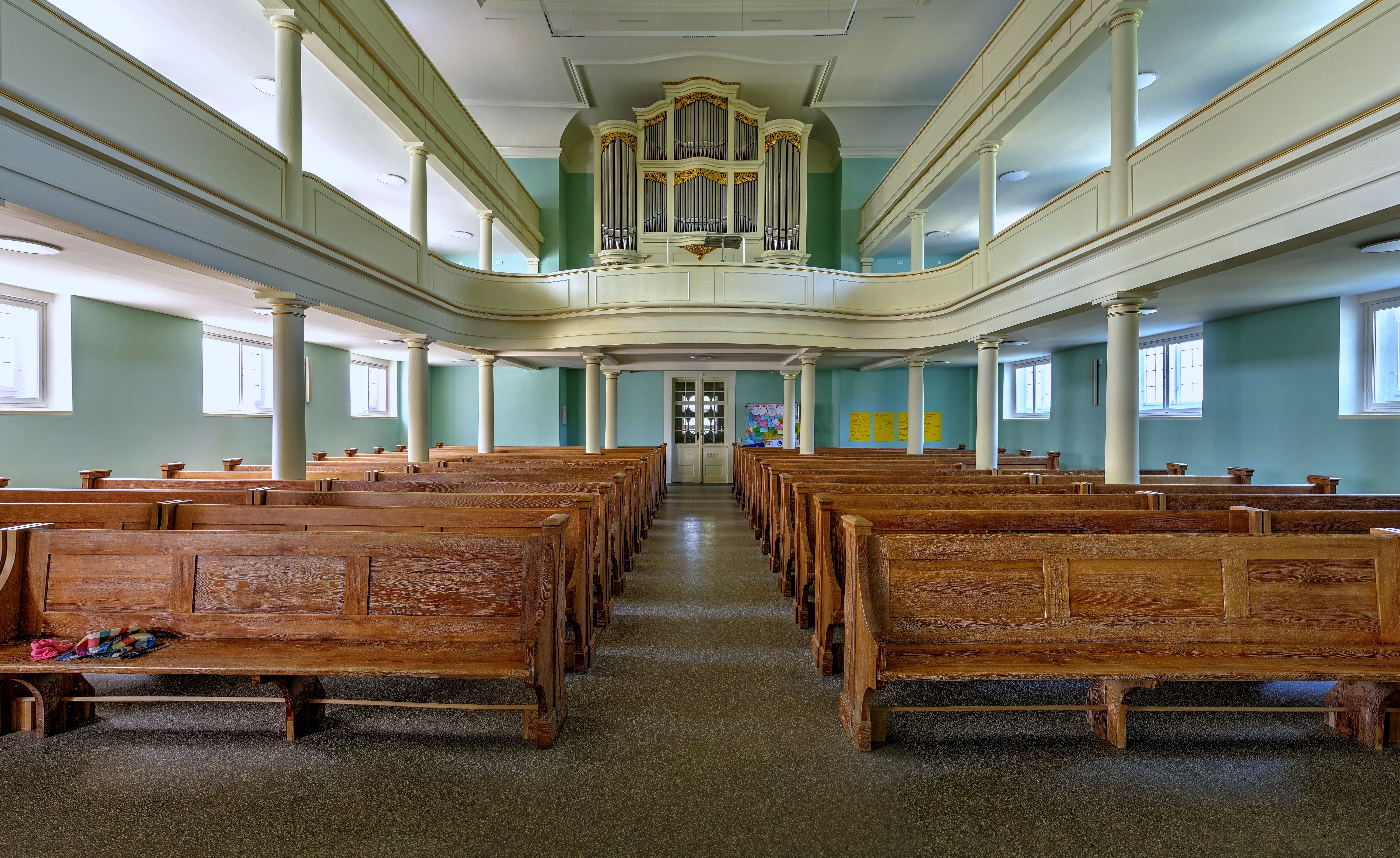
Innenansicht zur Orgel
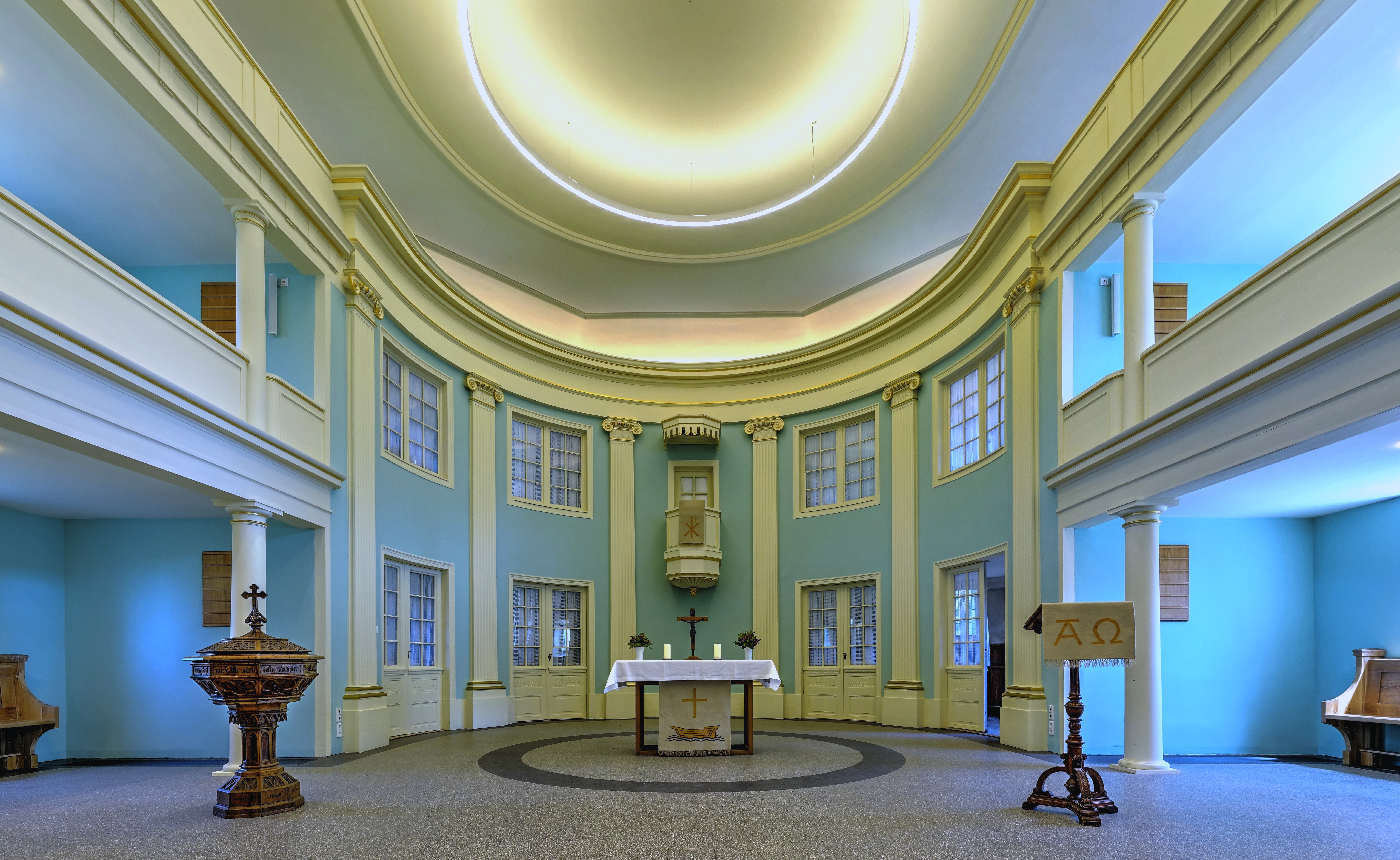
Chor mit Altar und Kanzel

## Orgeln

### Hauptorgel
Die Orgel von 1820 war ein Geschenk von Christoph Heinrich Ploß und Siegfried Leberecht Crusius. Sie kostete 1400 Taler und hatte zwei Manuale und zwanzig klingende Stimmen. Sie wurde von Johann Gottlob Mende, im Auftrag seines Meisters Karl Albrecht von Knoblauch, Halle erbaut. 1883 reparierte und baute sie Gottfried Hildebrand um.
1898 stiftete als Ersatz der Kammerherr Arnold Woldemar von Frege-Weltzien zum Gedenken an seine 1897 verstorbene Frau einen Neubau. Der wurde vom Orgelbaumeister Richard Kreutzbach aus Borna mit zwei Manualen und 24 klingenden Stimmen ausgeführt. Die Kosten betrugen etwa 9000 Mark.
Der jetzige Neubau stammt aus dem Jahr 1974 von der Firma Eule aus Bautzen mit 29 Registern auf zwei Manualen und Pedal. Sie hat folgende Disposition:
| I Manual    |             |
| Quintatön   | 16′         |
| Prinzipal   | 08′         |
| Rohrflöte   | 08′         |
| Oktave      | 04′         |
| Gemshorn    | 04′         |
| Nassat      | 2 ⁄3′       |
| Waldflöte   | 02′         |
| Terz        | 4⁄5′–1 3⁄5′ |
| Mixtur IV–V |             |
| Zimbel II   |             |
| Tremulant   |             |

| II Manual   |       |
| Gedackt     | 08′   |
| Spitzgambe  | 08′   |
| Prinzipal   | 04′   |
| Rohrflöte   | 04′   |
| Oktave      | 02′   |
| Sifflöte    | 1 ⁄3′ |
| Terzian II  |       |
| Scharff IV  |       |
| Holzdulcian | 16′   |
| Krummhorn   | 08′   |
| Tremulant   |       |

| Pedal           |     |
| Subbaß          | 16′ |
| Prinzipalbaß    | 08′ |
| Gedacktbaß      | 08′ |
| Rohrpfeife      | 08′ |
| Baßzink IV      |     |
| Choralmixtur IV |     |
| Posaune         | 16′ |
| Schalmei        | 04′ |

- Koppeln: II/I, I/P, II/P

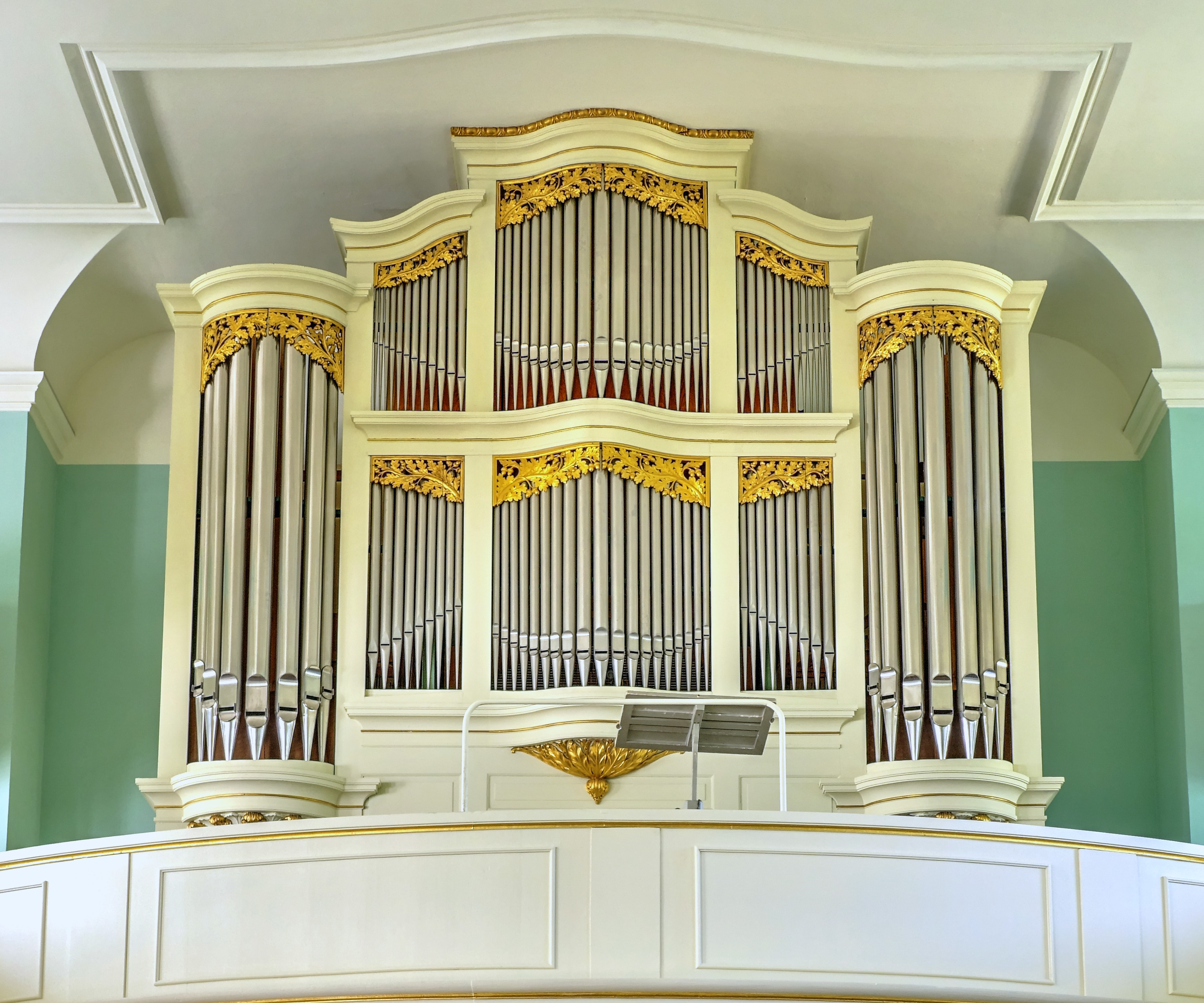
Die Orgel von Hermann Eule (Bautzen, 1974) mit dem Prospekt von Johann Gottlob Mende

- Spielhilfen: 2 freie Vorbereitungen, Handregister ab, Zungenregister ab, Auslöser

### Positiv

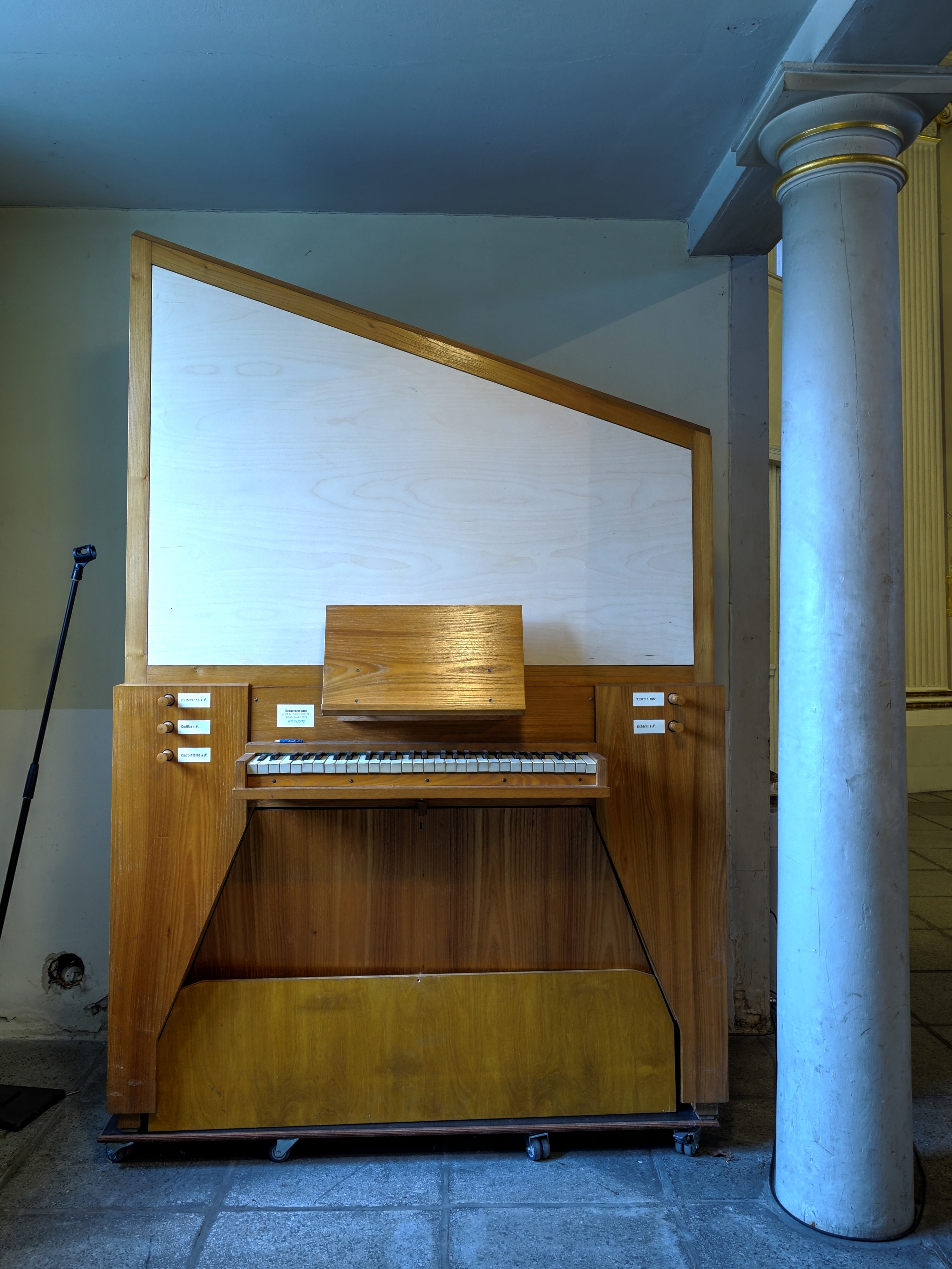
Positiv gebaut von Kantor Schuricht (Taucha)

In der Gedächtniskirche befindet sich ein Positiv, welches Anfang der 1970er Jahre von Kantor Schuricht (Taucha) unter Verwendung von einzelnen Teilen (Pfeifenwerk, Klaviaturen und Orgelbank) der im Zweiten Weltkrieg beschädigten Orgel der Fa. Kreutzbach (Borna) gebaut wurde.
| Manualwerk C–f3 |              |    |
| 1.              | Gedackt      | 8′ |
| 2.              | Rohrflöte    | 4′ |
| 3.              | Principal    | 2′ |
| 4.              | Sifflöte     | 1′ |
| 5.              | Terz Discant |    |

Temperatur nach Johann Georg Neidhardt „große Stadt“ 1724 – 442 Hz / 18 °C

## Geläut
Eine Glockenweihe hatte es am 25. August 1839 gegeben. Im Ersten Weltkrieg mussten Glocken für Rüstungszwecke abgegeben werden. 1920 folgte ein neues Glockengeläut aus Bronze, das 1942 wiederum der Rüstungsindustrie zum Opfer fiel.
Das Geläut von 1957, geweiht am 23. März 1958, besteht aus drei Eisenhartgussglocken mit den Tönen cis’ +2, fis’ +2 sowie a' +5 von „Schilling & Lattermann“, gegossen in Morgenröthe.

## Kirchgemeinde
Die Gedächtniskirche Schönefeld gehört gemeinsam mit der Stephanuskirche Mockau  und der Kirche Hohen Thekla zur Matthäusgemeinde Leipzig Nordost im Kirchenbezirk Leipzig der Evangelisch-Lutherischen Landeskirche Sachsens.

## Pfarrer
Das Verzeichnis pfarrerbuch.de listet für diese Kirche und ihren Vorgängerbau sechs Stellen auf: 1. Stelle (Pfarrer), 2. Stelle (Diakon), 3. Stelle (Diakon), 4. Stelle (Diakon), 5. Stelle (Diakon) und Hilfsgeistlicher.
Pfarrer (1. Stelle)
- 1539: Ambrosius Corianus
- 1551: Johann Werner
- 1554: Valentin Erhard
- 1567: Kaspar Hofmann
- 1569: Peter Letz
- 1611: Elias Klein d. Ä.
- 1614: Sigismund Stephani
- 1632: Christoph Lange
- 1648: Ulrich Mayer
- 1686: Johann Matthias Hartmann
- 1722: Johann Christian Scharff
- 1765: Gottlob Friedrich Richter
- 1774: Johann Christian Leo
- 1779: Christian Gottlieb Schmidt
- 1823: Johann Wilhelm Christian Neubert
- 1827: Moritz Rothe
- 1837: Karl August Wildenhahn
- 1841: Gottfried Friedrich Volbeding
- 1860: Johann Karl Heinrich Schmidt
- 1878: Eduard Rausch
- 1893: Albert Stöckel
- 1914: *Carl Arthur Berger
- 1933: *Fritz Christian Heinrich Graf
- 1937: Heinz Joachim Wagner
- 1944: Max *Alfred Günther
- 1944: Rudolf Schubert
- 1953: Friedrich August Albert Max *Gerhard Richter
- 1955: Karl-Heinz Berner
- 1959: Friedrich *Kurt Koppe
- 1969: Wolfgang Erler
- 1973: Hermann-Martin Düsterdick
- 1978: Dieter Thomas
- 1980: Andreas Zweynert
- 1985:  Johannes Ulbricht
- 1987: Wolfgang Gröger

## Umgebung

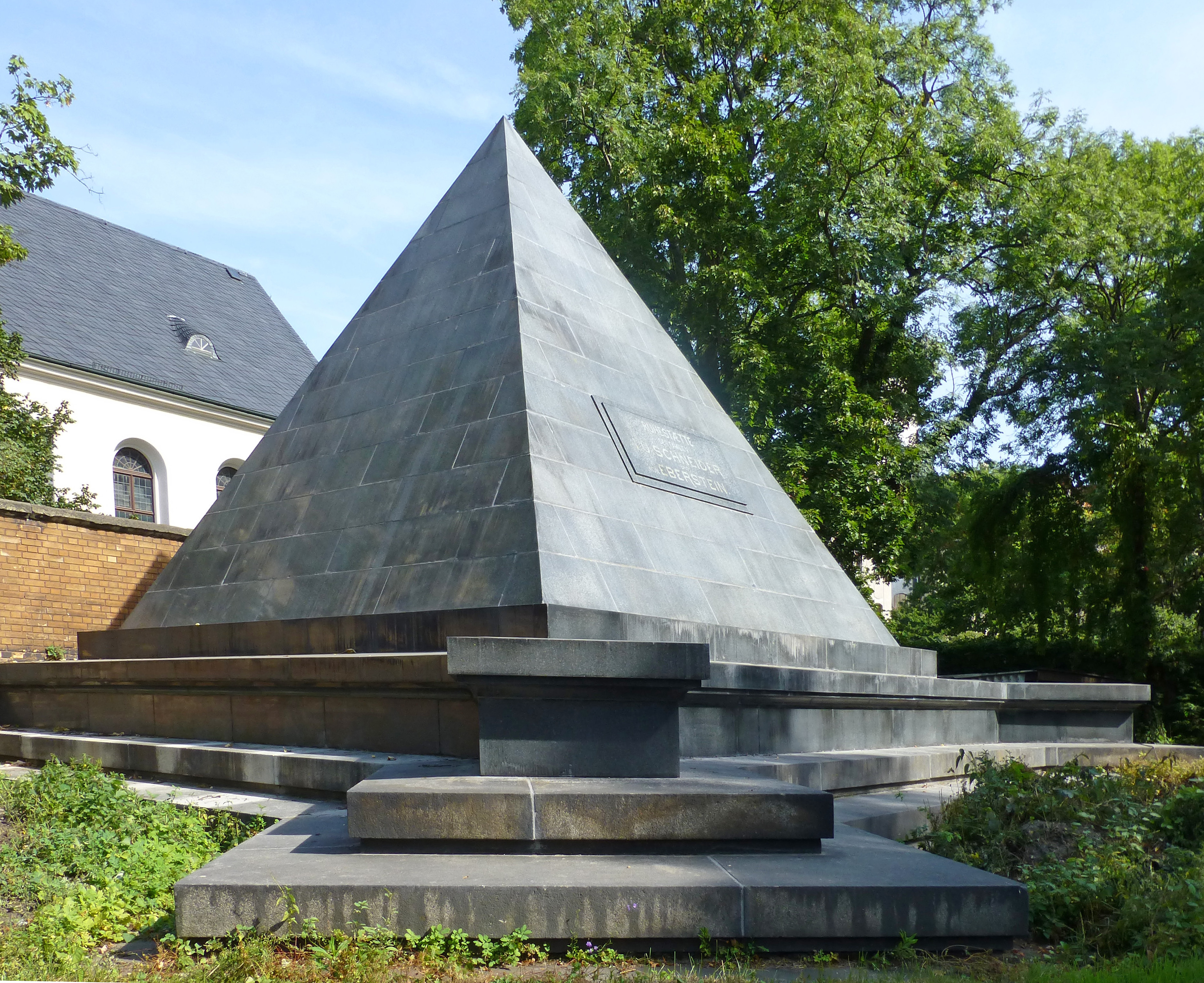
Die Ebersteinsche Grabpyramide

Der Kirchhof diente bis 1854 als Gottesacker. Im südlichen Teil ließ im Jahr 1883 Clara Hedwig von Eberstein für sich und ihre Familie durch den Leipziger Architekten Constantin Lipsius (1832–1894) eine Begräbnisstätte errichten. Die Gruft ist durch einen niedrigen, breiten Unterbau gekennzeichnet, auf dem eine Pyramide steht.
Nördlich der Kirche steht ein Sandstein-Grabmal des Kammerherren und Bankiers Christoph Heinrich Ploß, der in Schönefeld lebte und 1838 starb. Das zweigeschossige, siebenachsige Pfarrhaus stammt aus dem Jahre 1823.